# Colegio Universitario Central
El Colegio Universitario Central «General José de San Martín», comúnmente conocido por sus iniciales como CUC, es uno de los seis colegios de nivel secundario de la Universidad Nacional de Cuyo. Está ubicado en la ciudad de Mendoza, en la República Argentina.

## Orientación
El colegio posee tres orientaciones según lo establece la Ley de Educación Nacional N.º 26 206:
- Arte Multimedia
- Ciencias Sociales y Humanidades
- Ciencias Naturales